# Президент Киргизстану

Штандарт Президента Киргизстану

Президент Киргизстану — голова держави і вища посадова особа Киргизстану. Президент, згідно з конституцією, «є символом єдності народу і державної влади, і є гарантом Конституції Киргизької Республіки». Президент обирається прямим голосуванням на термін не більше двох п'ятирічних термінів. Посаду засновано 1990 року на заміну голови Верховної Ради, яка існувала, в різних формах, від 1927 року за часів Киргизької РСР.

## Список
| № | Президент           | Світлина | Початок повноважень | Закінчення повноважень                                           | Примітки                                                                               |
| - | ------------------- | -------- | ------------------- | ---------------------------------------------------------------- | -------------------------------------------------------------------------------------- |
| 1 | Аскар Акаєв         |          | 31 серпня 1991      | 11 квітня 2005                                                   | Склав із себе повноваження 5 квітня 2005, де-юре парламент прийняв відставку 11 квітня |
| 2 | Курманбек Бакієв    |          | 14 серпня 2005      | 7 квітня 2010                                                    | З 11 квітня до 14 серпня 2005 — виконувач обов'язків президента                        |
| - | Роза Отунбаєва      |          | 19 травня 2010      | 31 грудня 2011 (згідно з декретом Тимчасового уряду Киргизстану) | Президент Киргизстану перехідного періоду.                                             |
| 3 | Алмазбек Атамбаєв   |          | 31 грудня 2011      | 24 листопада 2017                                                |                                                                                        |
| 4 | Сооронбай Жеенбеков |          | 24 листопада 2017   | 15 жовтня 2020                                                   | Подав у відставку після протестів                                                      |
| 5 | Садир Жапаров       |          | 16 жовтня 2020      | 14 листопада 2020                                                | Виконувач обов’язків                                                                   |
| 6 | Талант Мамитов      |          | 14 листопада 2020   | 27 січня 2021                                                    | Виконувач обов’язків                                                                   |
| 7 | Садир Жапаров       |          | 28 січня 2021       | Чинний                                                           |                                                                                        |